# Lunularia cruciata

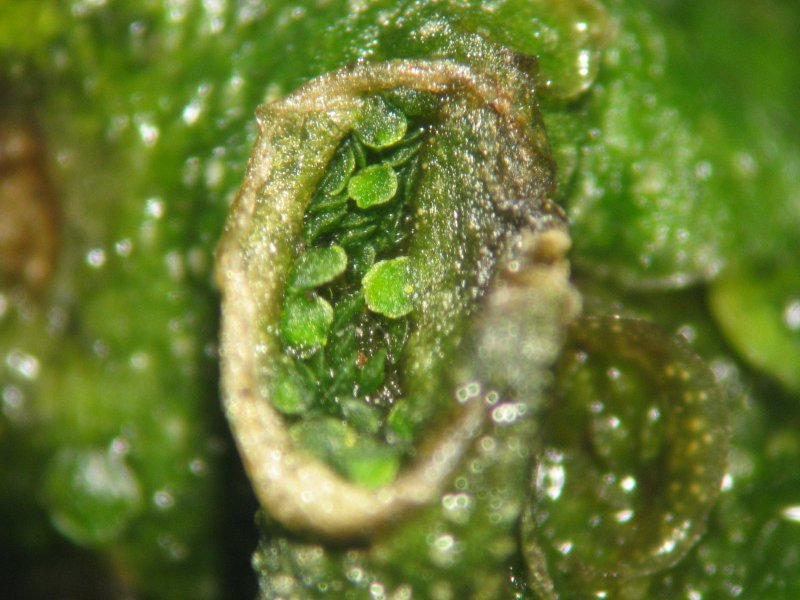
"Taça" em forma de meia-lua com gemas disciformes.

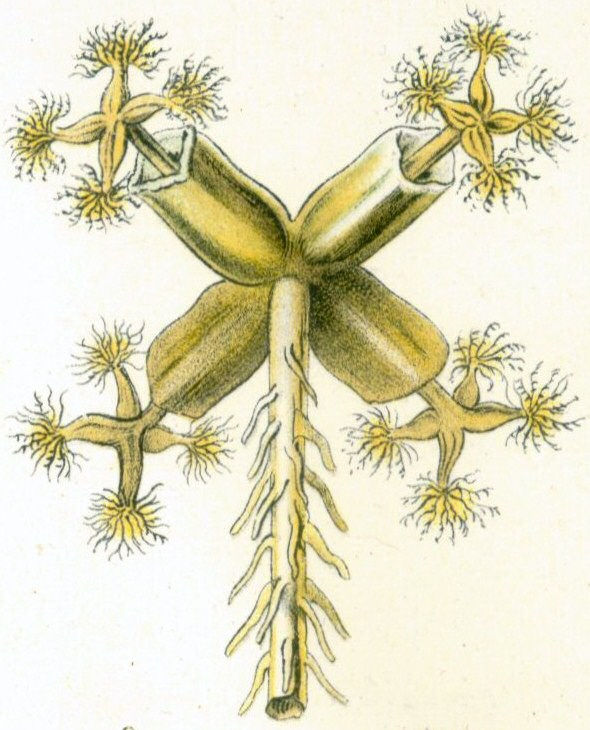
Lunularia também se reproduz pela via sexual formando arquegónios com esporófitos diploides cujas plântulas apresentem disposição cruciforme (ilustração de Ernst Haeckel).

Lunularia cruciata é uma espécie de hepáticas talosas (Marchantiophyta) pertencente à ordem monotípica Lunulariales, que é a única espécie extante conhecida do género Lunularia e da família Lunulariaceae. O nome genérico, derivado do latim luna, lua, é uma referência às gemas em forma de lua que a planta forma à superfície dos seus talos. O epíteto específico cruciata é uma referência aos seus arquegónios em forma de cruz.

## Descrição
L. cruciata é uma hepática talosa, rastejante, constituída por talos em forma de espátula (espatiformes) de ápice arredondado que se moldam à forma do substrato, ao qual aderem por numerosos rizoides. Os talos formam lóbulos divididos dicotomicamente, com estruturas diferenciadas no interior. Apresentam coloração verde-claro, mais intenso e brilhante na face superior, e crescem até aos 5 cm de comprimento e 1 cm de largura. A espécie forma por vezes grandes tapetes densos, com o substrato totalmente recoberto por talos.
Sobre a superfície do talo estão por vezes presente pequenas formações cónicas encimadas por um estoma de maiores dimensões que os restantes, por vezes circundado por células translucentes armazenadoras de lípidos. São frequentes pequenas estruturas ténues e mais brilhantes onde existe maior acumulação de matéria oleosa no tecido da epiderme.
A espécie é facilmente reconhecida pela presença na face superior dos talos de "taças" em forma de meia-lua contendo as gemas que permitem a reprodução assexuada. As gemas em forma de disco (disciformes) são facilmente desalojadas das "taças" por acção dos pingos da água da chuva. Transportados pela água e pelo vento, as gemas rapidamente enraízam quando atingem lugares húmidos e abrigados, formando rizóides na sua face inferior. Este comportamento explica o sucesso da planta na colonização de estufas e de lugares ombrosos em jardins e margens de cursos de água.
Apesar da predominância que assume a formação de propágulos na reprodução da espécie, Lunularia não é puramente assexual, já que também se pode reproduzir pela formação esporos produzidos em estruturas formadas por quatro arquegónios arranjados numa "cabeça" cruciforme (daí o nome específico cruciata dado à espécie). Nestes arquegónios forma-se esporófitos diploides que inicialmente são pequenas plântulas também dispostas numa estrutura cruciforme (ver ilustração de Ernst Haeckel ao lado). Como é comum às restantes hepáticas, o corpo principal da planta, a estrutura talosa sobre a qual se formam as taças e os arquegónios, é um gametófito haploide.
Como muitas outras espécies de hepática, Lunularia cruciata produz uma hormona de crescimento vegetal do grupo dos estilbenoides (estilbenos hidroxilados), o ácido lunulárico, que será um inibidor do crescimento das hepáticas.
A espécie Lunularia cruciata, a única que integra o género monnotípico Lunularia, é de ocorrência comum nas regiões temperadas e subtropicais do oeste da Europa, sendo nativa da região em torno do Mediterrâneo. Está também presente na Macaronésia e no Médio Oriente.
A espécie foi introduzida acidentalmente em vastas regiões temperadas e subtropicais de todo o mundo, onde se naturalizou. Faz parte do neobiota da Califórnia, onde é de ocorrência comum, e é conhecida como espécie introduzida, por vezes infestante em estufas e jardins, na Austrália. Ella Orr Campbell acreditava que a Lunularia fora introduzida na Nova Zelândia em data posterior a 1867. Na América do Norte, a espécie ocorre apenas numa forma incapaz de reprodução sexuada, facilmente reconhecida pela presença de "taças" em forma de meia-lua contendo as gemas que permitem a reprodução assexuada.